# Amanda Righetti
Amanda Righetti (St. George, Utah, 1983. április 4. –) olasz származású amerikai színésznő, filmproducer.

## Élete
Nyolcgyermekes családban született, hat nővére és egy bátyja van. Már tizennégy évesen modellkedett, majd elindult színházi karrierje is, amikor Las Vegasba költözött. 2006-ban férjhez ment Jordan Alan filmrendezőhöz. 2013-ban megszületett fiuk, Knox Addison.

## Filmográfia

### Film
| Év   | Magyar cím                           | Eredeti cím                                                    | Szerep                  | Megjegyzések                             |
| ---- | ------------------------------------ | -------------------------------------------------------------- | ----------------------- | ---------------------------------------- |
| 1995 |                                      | Love and Happiness                                             | Charlie kishúga         |                                          |
| 1996 |                                      | Kiss & Tell                                                    | kislány                 |                                          |
| 2002 |                                      | Angel Blade                                                    | Samantha Goodman        |                                          |
| 2007 |                                      | Pipeline                                                       | Jocelyn                 | filmproducer                             |
| 2007 | Visszatérés a Kísértet-hegyre        | Return to House on Haunted Hill                                | Ariel Wolfe             | - DVD-film - magyar hangja: - Pálfi Kata |
| 2008 |                                      | Matter                                                         | idegen                  | rövidfilm (filmproducer)                 |
| 2008 | Példátlan példaképek                 | Role Models                                                    | Isabel                  |                                          |
| 2009 | Péntek 13.                           | Friday the 13th                                                | Whitney Miller          | - magyar hangja: - Wégner Judit          |
| 2009 |                                      | His Name Was Jason: 30 Years of Friday the 13th                | önmaga                  | dokumentumfilm                           |
| 2011 | Amerika Kapitány: Az első bosszúálló | Captain America: The First Avenger                             | S.H.I.E.L.D. ügynök     |                                          |
| 2011 |                                      | The Chateau Meroux                                             | Jennifer                |                                          |
| 2013 |                                      | Crystal Lake Memories: The Complete History of Friday the 13th | önmaga / Whitney Miller | dokumentumfilm                           |
| 2015 |                                      | Cats Dancing on Jupiter                                        | Josephine Smart         | koproducer                               |
| 2019 |                                      | Pastalight                                                     | Susanna Lenzi           | rövidfilm                                |
| 2021 |                                      | Christmas at the Ranch                                         | Kate                    |                                          |
| 2023 |                                      | Far Haven                                                      | Lilly Rayne             |                                          |
| 2024 |                                      | Reagan                                                         | Nelle Reagan            |                                          |

### Televízió
| Év        | Magyar cím                        | Eredeti cím                        | Szerep           | Megjegyzések                    |
| --------- | --------------------------------- | ---------------------------------- | ---------------- | ------------------------------- |
| 2001      | CSI: A helyszínelők               | CSI: Crime Scene Investigation     | tizenéves        | 1 epizód                        |
| 2003–2005 | A narancsvidék                    | The O.C.                           | Hailey Nichol    | visszatérő szereplő (12 epizód) |
| 2004–2005 | Tiszta Hawaii                     | North Shore                        | Tessa Lewis      | főszereplő (20 epizód)          |
| 2005      | Romy és Michele – Micsoda spinék! | Romy and Michele: In the Beginning | barátságos lány  | tévéfilm                        |
| 2005–2006 |                                   | Reunion                            | Jenna Moretti    | főszereplő (13 epizód)          |
| 2006      | Törtetők                          | Entourage                          | Katrina          | 1 epizód                        |
| 2007      |                                   | K-Ville                            | A. J. Gossett    | 3 epizód                        |
| 2008–2015 | A mentalista                      | The Mentalist                      | Grace Van Pelt   | főszereplő (132 epizód)         |
| 2011      |                                   | Wandering Eye                      | Maron Abbott     | tévéfilm                        |
| 2012      |                                   | Shadow of Fear                     | Casey Cooper     | tévéfilm                        |
| 2014      | Lángoló Chicago                   | Chicago Fire                       | Dr. Holly Whelan | 1 epizód                        |
| 2014      | Bűnös Chicago                     | Chicago P.D.                       | Dr. Holly Whelan | 1 epizód                        |
| 2016–2017 | Kolónia                           | Colony                             | Maddie Kenner    | főszereplő (23 epizód)          |
| 2017      |                                   | Love at the Shore                  | Jenna            | tévéfilm                        |
| 2020      |                                   | Deranged Granny                    | Kendall Thompson | tévéfilm                        |
| 2020      | Los Angeles legjobbjai            | L.A.'s Finest                      | Beverly Gamble   | 1 epizód                        |